# Izoplit
Izoplit (in russo Изоплит?) è un insediamento di tipo urbano della Russia europea, situato nell'oblast' di Tver', nel Konakovskij rajon. Insieme al villaggio di Ozerki forma un'entità comunale.
Si trova 44 km a sud-est di Tver'.